# Műkorcsolya a 2025. évi téli universiadén
A 2025. évi téli universiadén a műkorcsolya versenyszámait január 16. és január 18. rendezték a torinói Palavelában, melynek Gála műsorára január 19-én került sor.

## A versenyszámok időrendje
A műkorcsolya és jégtánc versenyek hivatalosan 3 versenynapból álltak. A versenyszámok eseményei helyi idő szerint (UTC +01:00):
| január 16., csütörtök       | január 17., péntek            | január 18., szombat         |
| --------------------------- | ----------------------------- | --------------------------- |
| 15:30 Jégtánc (ritmustánc)  | 14:30 Nők (rövid program)     | 12:00 Férfi (szabadprogram) |
| 18:00 Férfi (rövid program) | 19:45 Jégtánc (szabadprogram) | 16:30 Nők (szabadprogram)   |

## A versenyen részt vevő nemzetek
A versenyen 28 nemzet 88 sportolója – 43 férfi és 45 nő – vett részt, az alábbi megbontásban:
| Részt vevő nemzetek férfi / nő megbontásban | Részt vevő nemzetek férfi / nő megbontásban | Részt vevő nemzetek férfi / nő megbontásban | Részt vevő nemzetek férfi / nő megbontásban | Részt vevő nemzetek férfi / nő megbontásban | Részt vevő nemzetek férfi / nő megbontásban | Részt vevő nemzetek férfi / nő megbontásban | Részt vevő nemzetek férfi / nő megbontásban | Részt vevő nemzetek férfi / nő megbontásban | Részt vevő nemzetek férfi / nő megbontásban | Részt vevő nemzetek férfi / nő megbontásban | Részt vevő nemzetek férfi / nő megbontásban |
| ------------------------------------------- | ------------------------------------------- | ------------------------------------------- | ------------------------------------------- | ------------------------------------------- | ------------------------------------------- | ------------------------------------------- | ------------------------------------------- | ------------------------------------------- | ------------------------------------------- | ------------------------------------------- | ------------------------------------------- |
| nemzet                                      | F                                           | N                                           | nemzet                                      | F                                           | N                                           | nemzet                                      | F                                           | N                                           | nemzet                                      | F                                           | N                                           |
| Argentína                                   | 0                                           | 1                                           | Fülöp-szigetek                              | 0                                           | 1                                           | Lettország                                  | 0                                           | 1                                           | Olaszország                                 | 5                                           | 5                                           |
| Brazília                                    | 1                                           | 0                                           | Hollandia                                   | 0                                           | 1                                           | Litvánia                                    | 0                                           | 1                                           | Örményország                                | 2                                           | 1                                           |
| Csehország                                  | 1                                           | 1                                           | Hongkong                                    | 2                                           | 2                                           | Magyarország                                | 2                                           | 2                                           | Spanyolország                               | 4                                           | 4                                           |
| Dél-Korea                                   | 3                                           | 2                                           | Horvátország                                | 0                                           | 1                                           | Malajzia                                    | 1                                           | 0                                           | Svédország                                  | 3                                           | 2                                           |
| Észtország                                  | 2                                           | 2                                           | Japán                                       | 3                                           | 3                                           | Mexikó                                      | 0                                           | 1                                           | Szlovénia                                   | 1                                           | 1                                           |
| Finnország                                  | 1                                           | 1                                           | Kazahsztán                                  | 3                                           | 1                                           | Mongólia                                    | 0                                           | 1                                           | Törökország                                 | 1                                           | 1                                           |
| Franciaország                               | 4                                           | 3                                           | Lengyelország                               | 2                                           | 3                                           | Norvégia                                    | 0                                           | 2                                           | Ukrajna                                     | 2                                           | 2                                           |

F = férfi, N = nő

## Eredmények

### Éremtáblázat
(A táblázatban a rendező ország eltérő háttérszínnel kiemelve.)
| #        | Nemzet              | Arany | Ezüst | Bronz | Összesen |
| 1.       | Japán (JPN)         | 2     | 1     | 0     | 3        |
| 2.       | Spanyolország (ESP) | 1     | 0     | 0     | 1        |
| 3.       | Olaszország (ITA)   | 0     | 1     | 1     | 2        |
| 4.       | Franciaország (FRA) | 0     | 1     | 0     | 1        |
| 5.       | Dél-Korea (KOR)     | 0     | 0     | 1     | 1        |
| 5.       | Kazahsztán (KAZ)    | 0     | 0     | 1     | 1        |
| Összesen | Összesen            | 3     | 3     | 3     | 9        |

### Éremszerzők
| versenyszám | arany                                       | arany  | ezüst                                       | ezüst  | bronz                                                 | bronz  |
| Férfiak     |                                             |        |                                             |        |                                                       |        |
| Férfi       | Kagijama Júma (JPN)                         | 289,04 | Daniel Grassl (ITA)                         | 280,56 | Csha Dzsunhvan (Cha Jun-hwan) (KOR)                   | 264,94 |
| Nők         |                                             |        |                                             |        |                                                       |        |
| Női         | Szumijosi Rion (JPN)                        | 204,29 | Csiba Mone (JPN)                            | 203,85 | Szofija Szamogyelkina (KAZ)                           | 190,96 |
| Jégtánc     |                                             |        |                                             |        |                                                       |        |
| Jégtánc     | Spanyolország (ESP) Sofía Val Aszaf Kazimov | 172,77 | Franciaország (FRA) Lou Terreaux Noé Perron | 168,60 | Olaszország (ITA) Giulia Isabella Paolino Andrea Tuba | 166,85 |